# Tornati dall'Aldilà
Tornati dall'Aldilà è un saggio del giornalista e scrittore Antonio Socci.

## Contenuto
Il saggio è nato nella mente dell'autore in seguito alla drammatica vicenda vissuta dalla figlia Caterina, protagonista di un'esperienza di pre-morte (NDE, sigla dall'inglese near death experience).
Nella premessa Socci afferma: "...non si può e non si deve dire più, con triste disincanto, che «da là nessuno è tornato». Perché non è così. Sono tornati. Ed è davvero il caso di ascoltarli." Il libro si sviluppa a partire da questa affermazione.
Socci riporta inizialmente descrizioni di presunte resurrezioni, a partire da quelle operate da Gesù e dai suoi seguaci, per parlare successivamente dei fenomeni di NDE. Questi ultimi, secondo l'autore, sarebbero più frequenti di quanto si pensi:  "complessivamente, secondo le statistiche, si tratta - all'incirca - del 5 per cento dell'intera popolazione".
Circa un terzo delle persone che hanno vissuto l'esperienza della morte apparente avrebbe avuto esperienze di pre-morte, nelle quali riferisce di aver provato il distacco della coscienza dal corpo, sperimentando successivamente la realtà ultraterrena.
La scienza medica si è occupata in tempi relativamente recenti delle NDE, senza ottenere evidenze universalmente condivise. Tra il 1975 e il 2005 furono pubblicati su riviste e in alcune monografie quarantadue studi che riguardavano più di 2.500 pazienti che avevano avuto una NDE.
L'autore inquadra i fenomeni da un punto di vista cattolico, deducendone una conferma sia dell'esistenza dell'anima sia di quella di Paradiso, Purgatorio e Inferno.

## Edizioni
- Antonio Socci, Tornati dall'Aldilà, Milano, Rizzoli, 2014, ISBN 978-88-17-07210-6.